# 보름라

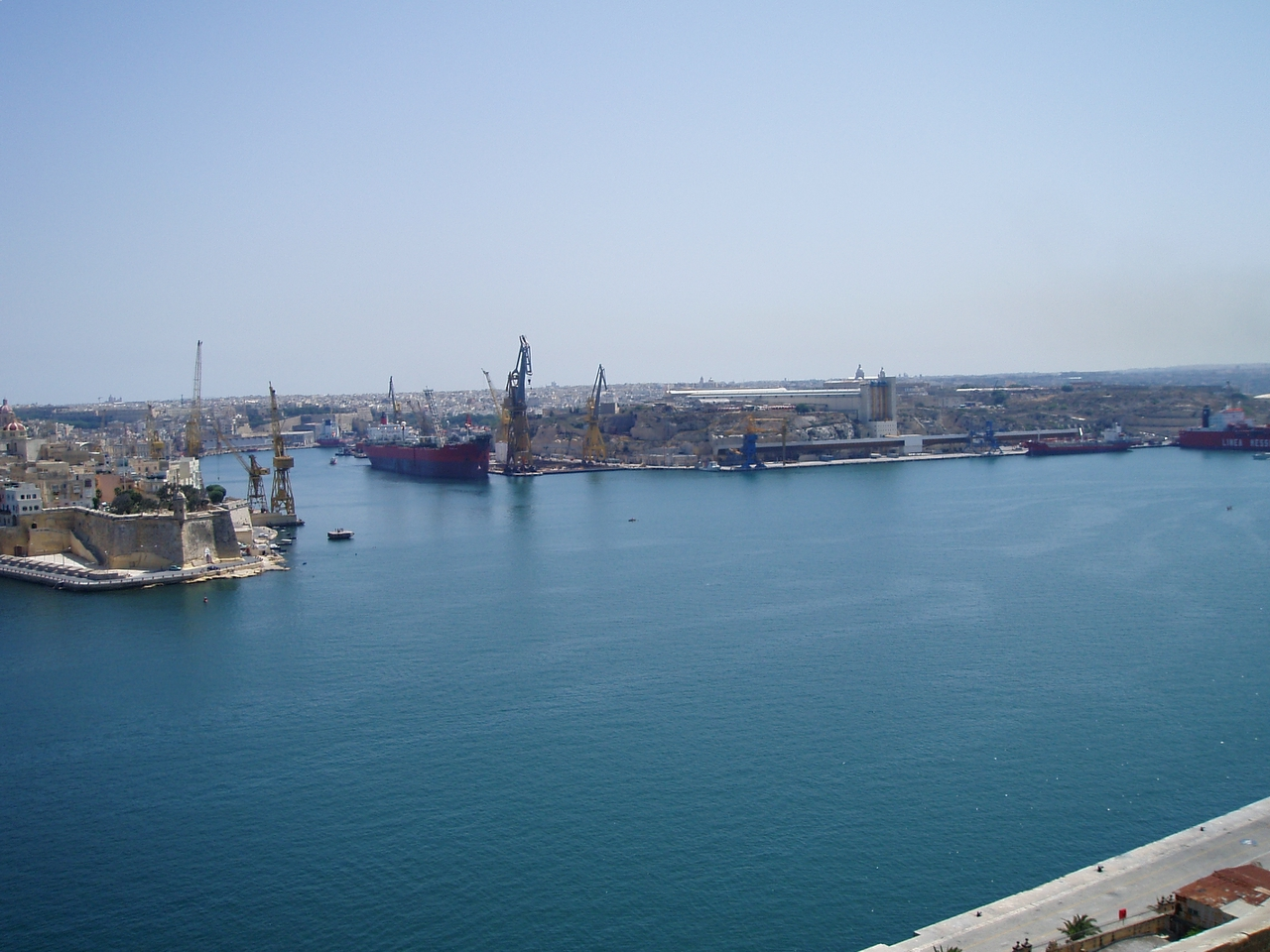
셍글레아(왼쪽)와 보름라

보름라의 위치

보름라(몰타어: Bormla) 또는 코스피쿠아(이탈리아어: Cospicua)는 몰타의 도시로 면적은 0.9km2, 인구는 5,658명(2011년 3월 기준), 인구 밀도는 6,300명/km2이다. 비르구와 셍글레아 사이에 위치한다.

시기